# 지니 위즐리
지네브라 몰리 위즐리 포터(Ginny Weasley)는 해리 포터 시리즈의 주인공인 해리 포터(Harry James Potter)의 부인이자 위즐리 가족의 막내 여동생이다.

## 소개
지네브라 몰리 “지니” 위즐리(영어: Ginevra Molly "Ginny" Weasley)는 1981년 8월 11일 위즐리 가문의 막내딸로 태어났다. 해리 포터는 그녀가 얼굴이 아름답고 피부가 좋다고 묘사했다. 지니는 해리 포터를 좋아했고, 포터만 보면 부끄러워 도망가지만, 결국 그와 결혼하게 된다. 1992년 9월 1일 호그와트에 입학했다. 1997년 호그와트에서 죽음을 먹는 자에게 대항하기 위해 덤블도어의 군대로 활동하였다. 1998년 호그와트 전투에서는 덤블도어의 군대와 함께 볼드모트와 그의 추종자인 죽음을 먹는 자들과 전투를 하여 승리하였다. 해리 포터와 결혼하여 아들 제임스 시리우스 포터(James Sirius Potter)와 알버스 세베루스 포터(Albus Severus Potter), 딸 릴리 루나 포터(Lily Luna Potter)를 낳는다. 호그와트를 졸업한 후 퀴디치 홀리헤드 하피스 팀에 입단, 은퇴 후 예언자 일보의 퀴디치 통신원으로 일한다.